# Папенхайм
Папенхайм (на немски: Pappenheim) е град в Бавария в Германия с 4049 жители (към 31 декември 2015).
Намира се на 11 km южно от Вайсенбург ин Байерн и на ок. 70 km южно от Нюрнберг. През града тече река Алтмюл. За пръв път е споменат в документ през 802 г. и през 1288 г. получава права на град.